# 山内達哉
山内達哉（やまうち たつや、1981年12月13日 - ）は、宮崎県都城市出身のヴァイオリニスト、作曲家、音楽プロデューサーである。

## 人物
宮崎県立宮崎大宮高等学校を卒業後、桐朋学園芸術短期大学音楽専攻科をヴァイオリンで卒業する。卒業後、地域の活性化のため音楽祭を企画・プロデュースしている。日本の歴史や失われつつある風景を音楽にのせて後世に伝えていきたいという想いから、日本各地の楽曲を作曲し、演奏している。日本人であることの誇りや、故郷を想う心など思い出させる作品になっている。

## 活動
出典

### プロデュース
| 大会名                | 日付         | 開催地         | 担当                       |
| --------------------- | ------------ | -------------- | -------------------------- |
| 第5回おぢか国際音楽祭 | 2006年       | 長崎県小値賀町 | 総合プロデューサー         |
| ASAGO国際音楽祭       | 2006年       | 兵庫県朝来市   | アシスタントプロデューサー |
| ASAGO国際音楽祭       | 2011～2019年 | 兵庫県朝来市   | 音楽監督                   |
| 第1回都城島津音楽祭   | 2006年       | 宮崎県都城市   | 総合プロデューサー         |

### 演奏
- 全国各地のホール文化事業でのコンサートから学校訪問、施設訪問等。
- 福生市制施行50周年記念式典[6]

| 公演地                       | 日付       | 主催                         |
| ---------------------------- | ---------- | ---------------------------- |
| スコットランド・インヴァネス | 2011年4月  | 在エディンバラ日本国総領事館 |
| ドイツ                       | 2011年4月  |                              |
| スコットランド・スターリング | 2012年10月 | 在エディンバラ日本国総領事館 |
| スコットランド               | 2013年     |                              |
| 韓国                         | 2013年     |                              |
| スコットランド               | 2014年     |                              |

### 作曲
- 2007年 - 『古来天職』。大学の窓のテーマ曲に採用される。
- 2007年 - 『寂庵の夕べ』。京都の『曼陀羅山 寂庵』にて、瀬戸内寂聴と共演。
- 2009年 - 御殿場高原時之栖のテーマ曲を作曲。
- 2011年 - 日独交流150周年[7]記念曲『フランクフルト音頭』を作曲。
- 2011年 - 土浦看護専門学校の校歌を作曲。
- 2012年 - 『水の里～三島のせせらぎ～』を作曲し、静岡県三島市へ贈呈。
- 2016年 - 霧島酒造100周年記念として『霧島～約束の地～』を作曲し、モンゴル公演で披露。
- 2017年5月27日 - 『DINING OUT MIYAZAKI with LEXUS』にて[8]、『青島』を披露[9]。
- 2020年 - KADOKAWA配給映画「望み」の音楽を担当[10]
- 志茂田景樹率いる「よい子に読み聞かせ隊」の作曲、ヴァイオリン担当[11]
- 『おじゃる丸』などのテレビアニメの制作や配給し、『キャプテン翼』のプロデューサーの榎善教が代表取締役社長を務めるエノキフイルム[12]のアニメ『フォーチュン・タロット アルカナの巡礼者』（日本、フランス、アメリカに配信）のテーマ曲・エンディング曲・サウンドトラック全編の作曲、演奏を手掛ける。
- ミヤコが京都にやって来た!（朝日放送テレビ・テレビ神奈川）の音楽を担当[13]。

### 復興支援
- 2010年10月 - 宮城県松島町で開催された復興支援イベントで、津波の流木をヴァイオリンに再生した『Tsunamiヴァイオリン』を手に取り、「花は咲く」を倉木麻衣と共演した[14]。

### テレビ出演
- 『日本の名曲 人生、歌がある』（2017年6月7日、BS朝日）に『PAPERMOON』で出演[15]。
- 『奇跡の晩餐～ダイニングアウト物語～ 宮崎篇』（2017年6月24日、テレビ東京）に出演[8][16]。
- 『カンナさーん!』（2017年7月18日[17]・9月19日[18]、TBSテレビ）の第1話と最終回に出演。

### その他
- 第一回埼玉グローバル賞受賞[19]
- 埼玉親善大使[19]
- 都城特派大使[19]
- 外務省在外公館長表彰受賞[19]
- 朝来市観光大使[19][20]
- 桐朋学園芸術短期大学非常勤講師[19][21]
- 国文祭・芸文祭みやざき2020広報アンバサダー[22]